# Sbalzo (veicoli)

Sbalzo:
A=sbalzo anteriore
B=sbalzo posteriore

Lo sbalzo è la parte del mezzo che si trova oltre il passo del veicolo e che può essere suddiviso in sbalzo anteriore e sbalzo posteriore.

## Utilità
Gli sbalzi vengono utilizzati principalmente per poter disporre i vari organi e strutture, come motore, abitacolo e bagagliaio per far sì d'avere il miglior compromesso di distribuzione dei pesi per un determinato tipo di veicolo.

## Caratteristiche
Più lo sbalzo è pronunciato e più si avranno:

### Vantaggi
- Aumento delle dimensioni senza l'aumento del passo
- Maggiore assorbimento delle forze d'urto e sicurezza per veicoli di pari passo e struttura
- Maggiore spazio a disposizione nell'abitacolo

### Svantaggi
- Il trasferimento di carico tenderà a essere maggiore agli estremi dell'interasse, portando ad avere:
  - Minore accelerazione, in caso lo sbalzo sia anteriore
  - Minore frenata, in caso lo sbalzo sia posteriore
- Maggiore difficoltà di gestione in curva, portando ad avere:
  - Sottosterzo in caso lo sbalzo sia posteriore
  - Sovrasterzo, in caso lo sbalzo sia anteriore
- Fuoristrada
  - Angolo d'attacco peggiore, in caso lo sbalzo sia anteriore
  - Angolo di uscita peggiore, in caso lo sbalzo sia posteriore